# Улрике Брандсторп
Улрике Брандсторп (нор. Ulrikke Brandstorp; 13. јул 1995) је норвешка певачица и текстописац. Најпознатија је као несуђена норвешка представница на Песми Евровизије 2020.

## Биографија
Улрике је рођена у Сарпсборгу 13. јула 1995. године. Још у детињству се почела бавити музиком. У периоду 2011–2013 имала је турнеју по Норвешкој са емисијама The Show Must Go On II и The Thrill of Michael Jackson. 2013. године је учествовала у норвешкој верзији шоу програма Идол, а 2015. у норвешкој верзији The Voice. У The Voice је дошла до полуфинала уз менторство Хане Сорваг. 2019. године је глумила Лиесл у мјузиклу The Sound of Music.
Два пута се окушала на норвешком националном избору за Песму Евровизије Melodi Grand Prix. Први пут се такмичила 2017. године са песмом Places. Завршила је као четврта у финалу. Други пут се такмичила 2020. године са песмом Attention. Изабрана је као директни финалста од норвешке телевизије NRK. Победила је у финалу и добила је прилику да представља Норвешку на Песми Евровизије 2020. у Ротердаму. 18. марта 2020. Песма Евровизије 2020. је отказана због пандемије корона вируса. Након преговора са норвешком телевизијом, Улрике није интерно изабрана као представница на Песми Евровизије 2021, али јој је NRK омогућио титулу директног финалиста ако се пријави на Melodi Grand Prix 2021. Међутим, Улрике је одбила титулу, изразивши разочарење због одлуке NRK да неће бити изабрана интерно, тако да се неће такмичити на националном избору.

## Дискографија
- Play With (2017)
- Places (2017)
- Sick of Love (2017)
- Careless (2018)
- Time Is Precious (2018)
- Cry (2019)
- Shallow (2019)
- Attention (2020)
- What Would You Do For Love (2020)